# InterTrust
InterTrust är ett programvaruföretag som främst sysslar med kopieringsskydd, i stil med DRM, och arbeten med Trusted Computing. Företaget övervägde att stämma Microsoft då det visade sig att de gjort intrång på ett patent InterTrust ägde. Patenten gällde mycket riktigt i stämningen produktaktiveringen i Windows samt det DRM som skeppades med Windows Media Player. Microsoft fick till slut betala 3 miljarder SEK för det hela till InterTrust.